# Wear It's At
Wear It's at est le premier album des Rubettes, paru en décembre 1974. Il comprend les succès Tonight et Sugar Baby Love, ce dernier a mobilisé plus de 20 musiciens et chanteurs. Alan Williams et John Richardson, initialement engagés pour jouer respectivement de la guitare et de la batterie vont participer au chant grâce à la défection de deux choristes, comme le raconte John Richardson dans ses mémoires. Alan Williams, dans la biographie officielle du groupe, se souvient : "Nous étions six interprètes autour d'un micro à chanter Bop Showadie.". Les producteurs ne trouvant aucun artiste intéressé par la chanson, décident de sortir la maquette et proposent aux musiciens qui ont participé à l'enregistrement de former un groupe. Paul Da Vinci, qui a chanté la mélodie principale, refuse de faire partie du groupe, Andy Stephens à la direction de Polydor demande alors à John Richardson de former un groupe avec son complice Alan Williams et de choisir quatre musiciens. Le batteur fait alors appel à Pete Arnesen, qui était aux claviers lors de l'enregistrement, et à ses amis musiciens : Bill Hurd en renfort aux claviers, Mick Clarke à la basse et Tony Thorpe à la guitare. Le titre reste no 51 pendant plusieurs semaines jusqu'à ce que les producteurs de Top of the Pops cherchent un remplacement pour les Sparks, de nationalité américaine, qui n'ont pas pu obtenir un permis de travail. Pour Top of the Pops, les six musiciens sont obligés de ré-enregistrer une version de Sugar Baby Love, ce qu'ils parviennent à faire sans le moindre problème. Leurs harmonies vocales, leur tenue de scène, et leur chorégraphie inspirée du groupe The Shadows dont ils sont fans, font mouche auprès du public, Sugar Baby Love devient no 1. Le deuxième titre phare est Tonight, dans la même lignée. Les Rubettes écrivent la moitié des titres de l'album. Si la voix principale sur une majorité des chansons est celle d'Alan Williams, Bill Hurd interprète Teenage Dream et The Way of Love, Tony Thorpe chante Rumours et Rock'nroll survival, John Richardson Rock is dead. L'album contient la seule composition de Peter Arnesen pour le groupe Your Love, il quitte la formation après un album et une tournée et retourne à sa passion : être musicien de studio. L'album se classera à la trente deuxième place en Allemagne et quarante deuxième place aux Pays Bas . En France , 75 000 exemplaires seront écoulés.

## Liste des titres
| No  | Titre                                                             | Durée |
| --- | ----------------------------------------------------------------- | ----- |
| 1.  | Way Back In The Fifties (Wayne Bickerton, Tony Waddington) – 3:37 |       |
| 2.  | Rock Is Dead (Wayne Bickerton, Tony Waddington) – 3:09            |       |
| 3.  | Tonight (Wayne Bickerton, Tony Waddington) – 3:42                 |       |
| 4.  | The Way Of Love (John Richardson, Alan Williams) – 3:19           |       |
| 5.  | Rumours (John Richardson, Alan Williams) – 2:30                   |       |
| 6.  | Your Love (Pete Arnesen) – 5:27                                   |       |
| 7.  | For ever (John Richardson, Alan Williams) – 3:59                  |       |
| 8.  | Sugar Baby Love (Wayne Bickerton, Tony Waddington) – 3:31         |       |
| 9.  | Teenage Dream (John Richardson, Alan Williams) – 3:01             |       |
| 10. | Rock And Roll Survival (John Richardson, Alan Williams) – 3:22    |       |
| 11. | When You're Sixteen (Wayne Bickerton, Tony Waddington) – 2:46     |       |
| 12. | Saturday Night (Wayne Bickerton, Tony Waddington) – 2:18          |       |

## Singles
- 1974 : Sugar Baby Love, You Could Have Told Me (ref. 2058 442)
- 1974 : Tonight, Silent Movie Queen (ref. 2058 499)

## Musiciens
- Alan Williams – chant, guitare
- John Richardson – batterie, chant
- Mick Clarke – basse, chant
- Tony Thorpe – guitare solo, chant
- Pete Arnesen – piano
- Bill Hurd – piano, chant
- Paul Da Vinci - Chant sur "Sugar Baby Love"

## Production
- Producteur : Wayne Bickerton
- Enregistrement : Morgan Studios & Lansdowne Studios
- Arrangement de cordes : John Cameron ("Tonight"), Arthur Greenslade ("Your Love" & "When You're Sixteen") et Gerry Shury ("Sugar Baby Love").
- Ingénieur du son : John Mackswith
- Photo : Mike Putland et Mike Leale